# Yahiro Kazama
Yahiro Kazama (風間 八宏, Kazama Yahiro, Shizuoka, 16 oktober 1961) is een Japans voormalig voetballer die als middenvelder speelde.

## Clubcarrière
In 1980 ging Kazama naar de University of Tsukuba, waar hij in het schoolteam voetbalde. Nadat hij in 1984 afstudeerde, ging Kazama spelen voor Bayer Leverkusen. Kazama speelde tussen 1984 en 1989 voor Bayer Leverkusen, Remscheid en Eintracht Braunschweig. Hij tekende in 1989 bij Mazda, de voorloper van Sanfrecce Hiroshima. In 7 jaar speelde hij er 166 competitiewedstrijden en scoorde 13 goals. Hij tekende in 1996 bij Remscheid. Kazama beëindigde zijn spelersloopbaan in 1997.

## Japans voetbalelftal
Yahiro Kazama debuteerde in 1980 in het Japans nationaal elftal en speelde 19 interlands.

## Statistieken
| Japans voetbalelftal | Japans voetbalelftal | Japans voetbalelftal |
| Jaar                 | Wed.                 | Dlp.                 |
| -------------------- | -------------------- | -------------------- |
| 1980                 | 4                    | 0                    |
| 1981                 | 8                    | 0                    |
| 1982                 | 4                    | 0                    |
| 1983                 | 3                    | 0                    |
| Totaal               | 19                   | 0                    |